# Castriño de Conxo
Castriño de Conxo est un site archéologique composé d'une colline fortifiée préromaine (non étudiée) dans laquelle un rocher présente une série de gravures connues sous le nom de pétroglyphes. Ce site se trouve sur le territoire de la paroisse de Conxo dans la commune de Saint-Jacques-de-Compostelle dans la communauté autonome de Galice en Espagne. 
,. 
Les pétroglyphes ont été classés Bien d'intérêt culturel en 2011 (GA15078084).

## Description
Le site a été découvert en 1935 par Ramón Sobrino Lorenzo–Ruza (ga).
Sur un rocher (malheureusement divisé par une clôture métallique) pas très haut au-dessus du sol et situé sur le parapet supérieur du site castreño, se trouve quelques pétroglyphes gravés sur sa surface qui ont une pertinence particulière car ils représentent une grande variété d'armes, liées aux modèles britanniques datant d'environ du 3ème-2ème millénaire av. J.-C.. On peut également observer des motifs triangulaires que certains auteurs interprètent comme des idoles anthropomorphes, d'autres comme des haches à double anneau ou des boucliers triangulaires.
On y voit clairement des figures telles qu'un poignard (à doubles côtes), deux épées se faisant face au niveau de la poignée et une troisième située plus à droite ; également jusqu'à quatre hallebardes possibles, simplifiées (armes représentatives très inhabituelles dans les terres galiciennes), une arme d'origine centre-européenne et d'autres éléments divers et très érodés (restes possibles d'autres armes représentées).
Les armes représentées sont les objets qui ont permis de donner une chronologie possible déjà expliquée. Il est particulièrement significatif qu'aucune hache ni aucun autre outil agricole ou utilitaire ne soient représentés, seulement des armes, dont la possession est interprétée comme un symbole de pouvoir et de prestige dans une société passant d'une position d'égalité à une société stratifiée et fortement hiérarchisée.

## Galerie

Castriño de Conxo
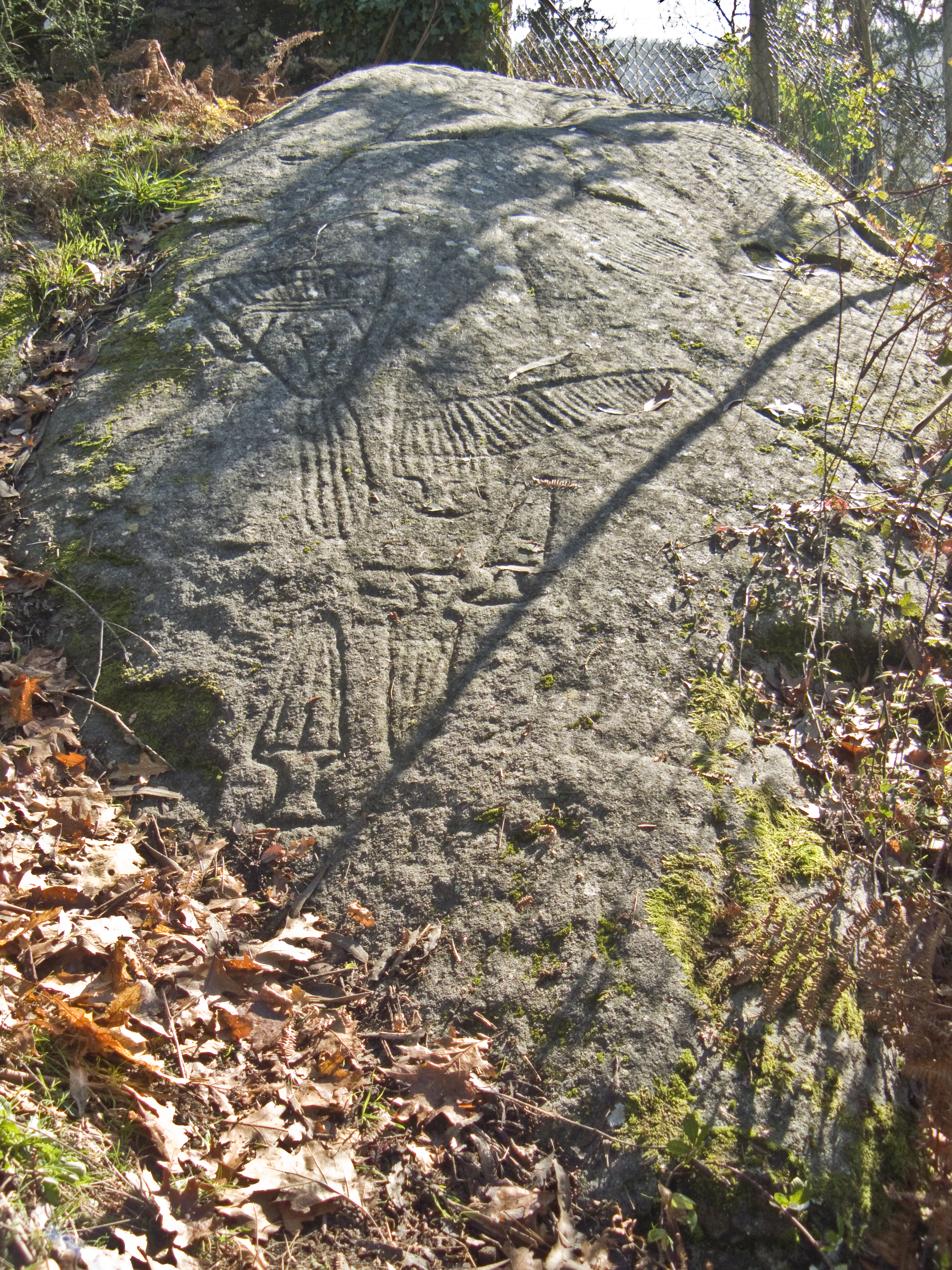
Vue générale du rocher
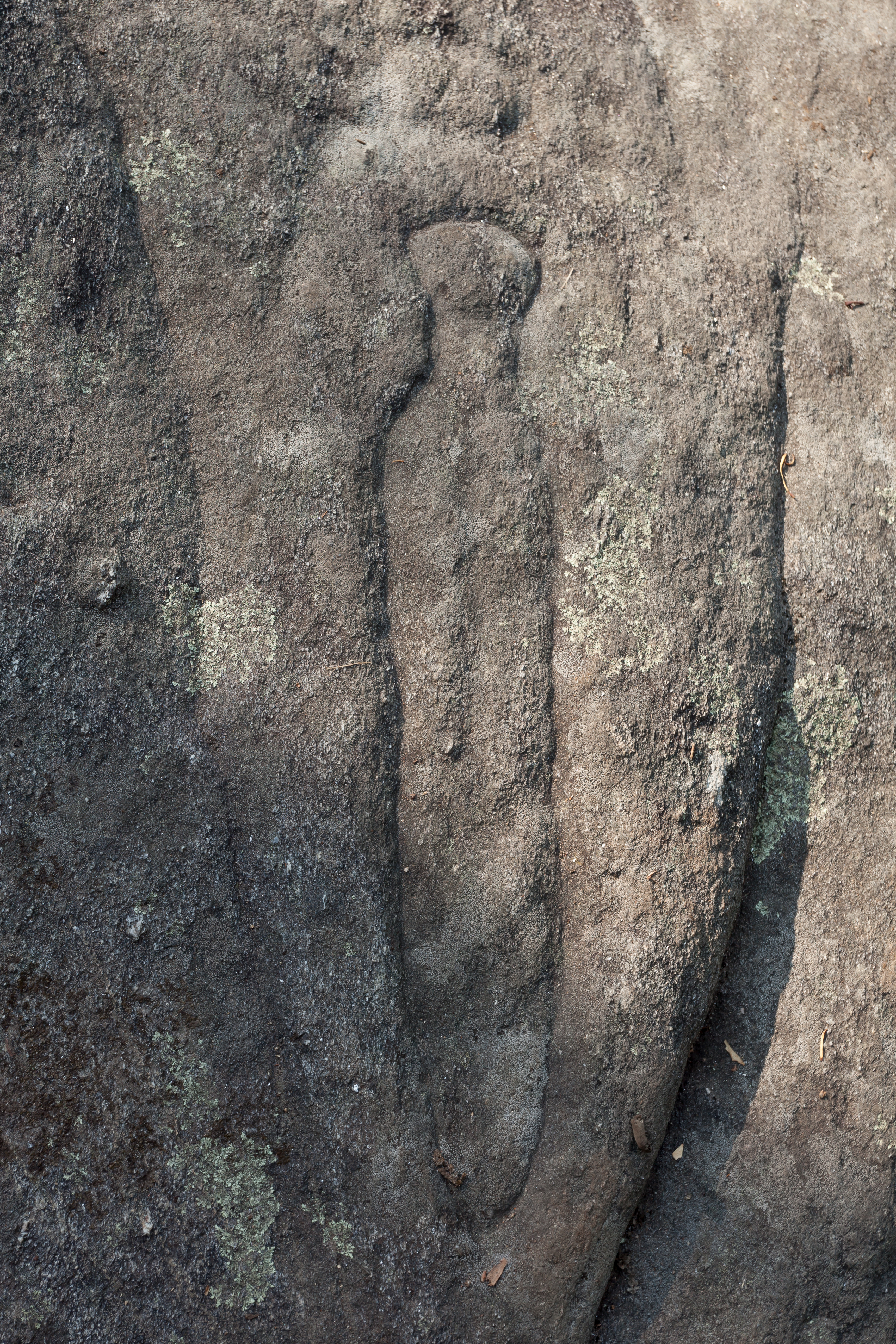
Détail d'un poignard
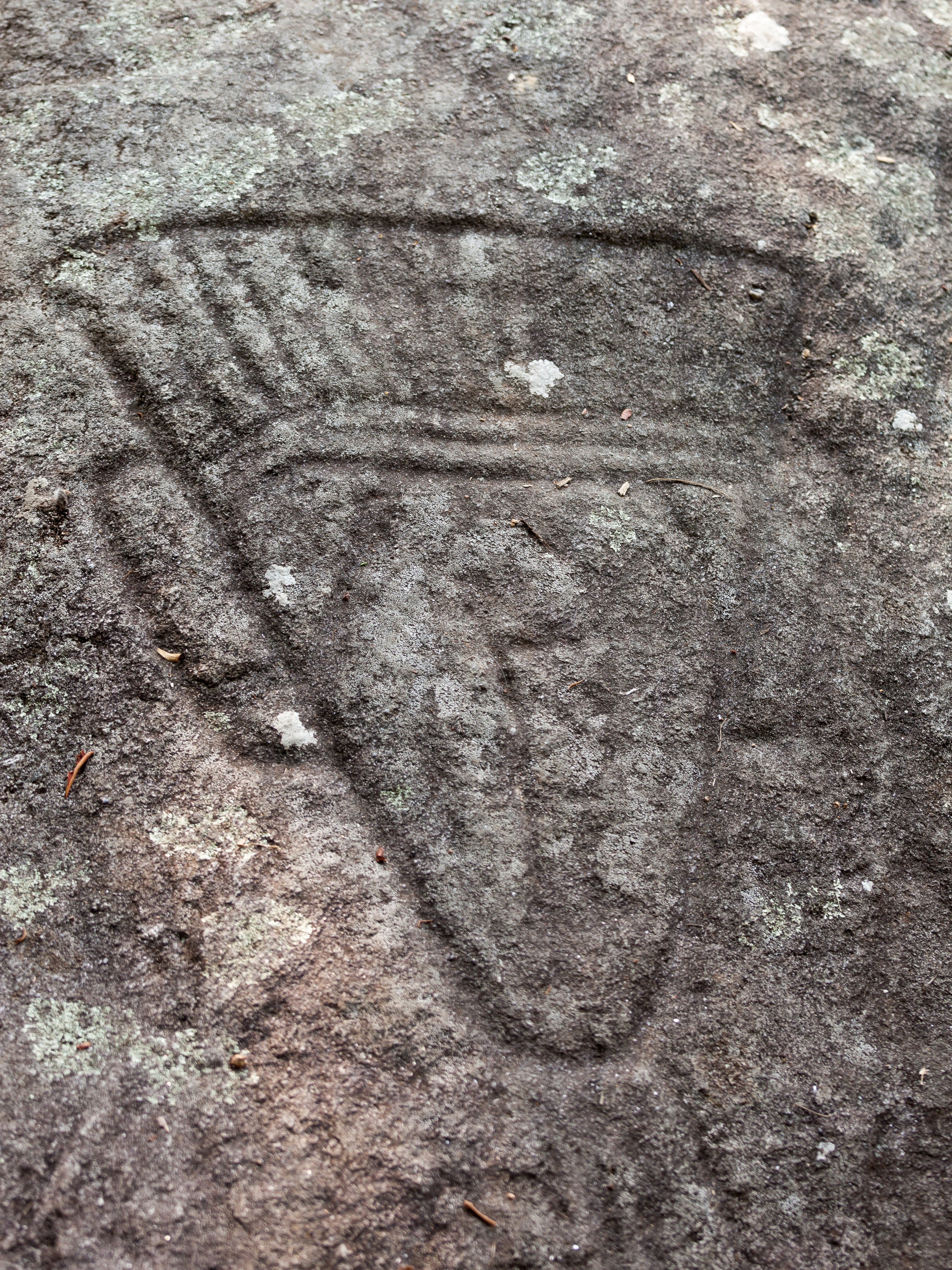